# Paul Werners
Paul Werners (* 16. November 1877 in Düren; † 2. Januar 1953) war ein deutscher Ingenieur. Er war Vorsitzender des Vorstandes der Heinrich Büssing Automobilwerke AG in Braunschweig.

## Leben
Werners kam als Sohn des Hubert Jakob Werners und der Bertha Werners, geb. Gervers, zur Welt. Sein Vater übte von 1868 bis 1894 das Amt des Bürgermeisters von Düren aus. Nach dem Besuch des Gymnasiums in Düren wechselte er an die Oberrealschule in Koblenz, an der er die Reifeprüfung ablegte. Im Anschluss nahm er an der Technischen Hochschule Darmstadt ein Studium der Ingenieurwissenschaft auf, das er 1902 mit dem Diplomhauptexamen abschloss. Im Ersten Weltkrieg diente er als Hauptmann der Luftwaffe.
Nach Anstellungen bei der Banning AG in Hamm und bei der Kalker Werkzeugmaschinenfabrik in Köln trat er 1920 gemeinsam mit Rudolf Egger als Teilhaber bei den Automobilwerken H. Büssing ein und übernahm später als Generaldirektor die Firmenleitung. 1941 zog er
sich von der unmittelbaren Geschäftsleitung zurück.
Daneben gehörte er den Aufsichtsräten der Pantherwerke AG sowie der Darmstädter und Nationalbank an. Er war Mitglied des Landesausschusses Hannover der Dresdner Bank und Vorstandsmitglied des Reichsverbandes der Automobilindustrie.

## Ehrungen
- Ehrenmitglied des Verbandes der Automobilindustrie (VDA)
- 1952: Großes Verdienstkreuz der Bundesrepublik Deutschland